# Холи-Кросс (Аляска)
Холи-Кросс (англ. Holy Cross, цент.-юп. Ingirraller, дег-хитан. Deloy Chet) — город в зоне переписи населения Юкон-Коюкук, штат Аляска, США.

## География

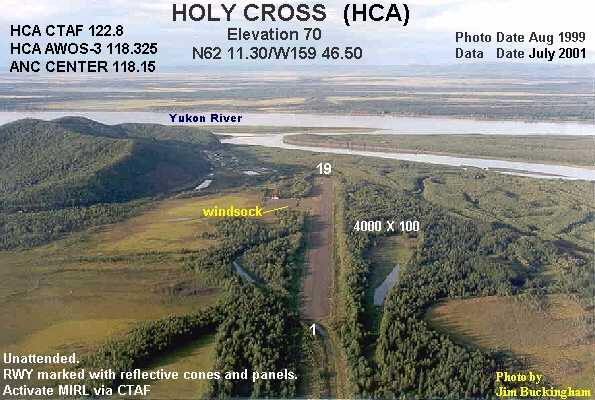
Аэропорт Холи-Кросс

Холи-Кросс расположен в западной части Аляски на берегу реки Юкон. Площадь города составляет 97 км², из которых 16 км² (ок. 16,5 %) занимают открытые водные пространства. Автомобильными дорогами город с другими населёнными пунктами не связан, добраться до Холи-Кросса можно только по воде или по воздуху: город обслуживает одноимённый аэропорт.

## История
Впервые цивилизованные люди обнаружили поселение на месте Холи-Кросса в 1842—1845 годах, во время экспедиции лейтенанта Лаврентия Загоскина вдоль реки Юкон. Он доложил, что обнаружил ранее неизвестное селение эскимосов, которое они называют Анилукхтакпак, и в котором проживают 170 человек. В 1880 году другой экспедицией было сообщено об этой же деревне: самоназвание Аскхомуте, население — 30 жителей. В 1880-х годах в селении была основана первая школа и Католическая миссия под руководством отца Алоизия Робо. В 1899 году открылось первое почтовое отделение, которое получило собственное имя — «Косеревский». В 1912 году селение получило нынешнее имя под влиянием авторитета местной Миссии.
В 1930-х — 1940-х годах пароходы привозили в селение почту, провизию, оборудование не чаще трёх раз в год; в тот же промежуток времени заметно менялось русло реки в этом месте, поэтому многие здания пришлось перемещать. В 1956 году в Холи-Кроссе появилась первая светская школа, а здание Миссии, церковную школу и многие дополнительные к ним постройки снесли. В 1968 году Холи-Кросс получил статус «город 2-го класса» (2nd Class City).

## Демография
Население
- 2000 — 227
- 2007 — 204
- 2010 — 178
- 2012 — 181
- 2016 — 173

Расовый состав
- эскимосы — 91,6 %
- белые — 4,5 %
- смешанные расы — 3,9 %